# NGC 3986
NGC 3986 (również NGC 3966, PGC 37544 lub UGC 6920) – galaktyka spiralna (S0-a), znajdująca się w gwiazdozbiorze Wielkiej Niedźwiedzicy.
Odkrył ją John Herschel 29 kwietnia 1827 roku. 8 maja 1864 roku obserwował ją Heinrich Louis d’Arrest, lecz błędnie określił jej pozycję i uznał, że to nowo odkryty obiekt. John Dreyer skatalogował obserwacje obu astronomów jako, odpowiednio, NGC 3986 i NGC 3966. Według niektórych źródeł, obiekt NGC 3966 to galaktyka IC 2981 (PGC 37462).